# Kim Kyong-hun
Dans ce nom coréen, le nom de famille, Kim, précède le nom personnel.
Pour les articles homonymes, voir Kim.
Kim Kyong-hun, né le 15 juillet 1975, est un taekwondoïste sud-coréen. Il a obtenu la médaille d'or lors des Jeux olympiques d'été de 2000 dans la catégorie des plus de 80 kg. 
Kim a décroché deux médailles de bronze lors des Championnats du monde en 1997 et 2001.